# Marcel Ranjeva
Marcel Ranjeva, född 15 januari 1944, var  Madagaskars utrikesminister från maj 2002 till mars 2009. Han var försvarsminister under president Didier Ratsiraka tid innan denne avgick i mars 2002.